# Mollisonia
Mollisonia — викопний рід членистоногих, що існував у кембрійському періоді.

## Опис
Тіло близько 5 см завдовжки. Це членистоногі з сплощеною витягнутою формою тіла, з декількома парами довгих ходильних ніг і передніми хеліцероподобними придатками. Зовні тварини нагадували мокриць або трилобітів. Вони були майже прямокутними дорсально і майже трикутними в поперечній проєкції. Спинний екзоскелет, складався з головного щита, семи грудних сегментів (тергітів) і хвостового щита, що має осьовий гребінь. Грудні сегменти були приблизно однакової довжини і ширини. Хвостовий щиток мав дві або три пари поперечних подовжень на поверхні. Ймовірно були придонними бентичними хижаками.

## Скам'янілості
Численні рештки Mollisonia знайдені у сланцях Берджес-Шейл (Британська Колумбія, Канада), формації Кайлі (провінція Ґуйчжоу, Китай) та сланцях Вілер (штат Юта, США). Рід важко було класифікувати, бо у всіх фосиліях були відсутні кінцівки, і лише у відкритого в 2019 році нового виду Mollisonia plenovenatrix збереглися хеліцероподібні передні придатки. Тому рід вважається базальним представником підтипу хеліцерових (Chelicerata)

## Види
- Mollisonia gracilis Walcott, 1912[1]
- Mollisonia plenovenatrix Aria & Caron, 2019[2][3][4]
- Mollisonia sinica Zhang et. al, 2002[5]
- Mollisonia symmetrica Walcott, 1912 типовий(= Mollisonia rara Walcott, 1912)[6]